# Château de Paderne
Ne doit pas être confondu avec Château de Padern.
Le château de Paderne (en portugais : Castelo de Paderne) est une fortification du XIIe siècle située dans la freguesia de Paderne à Albufeira, dans l'Algarve au Portugal.